# Peter Tatsuo Doi
Peter Tatsuo Doi (in giapponese: 土井辰雄) (Sendai, 22 dicembre 1892 – Tokyo, 21 febbraio 1970) è stato un cardinale e arcivescovo cattolico giapponese.

## Biografia
Nacque a Sendai il 22 dicembre 1892.
Papa Giovanni XXIII lo elevò al rango di cardinale nel concistoro del 28 marzo 1960. Fu il primo giapponese a vestire la porpora cardinalizia.
Morì a Tokyo il 21 febbraio 1970 all'età di 77 anni.

## Genealogia episcopale
La genealogia episcopale è:
- Arcivescovo François de Bovet
- Vescovo Jacques-Léonard Pérocheau, M.E.P.
- Vescovo Annet-Théophile Pinchon, M.E.P.
- Vescovo Félix Biet, M.E.P.
- Vescovo Célestin-Félix-Joseph Chouvellon, M.E.P.
- Vescovo Jean-Baptiste-Marie Budes de Guébriant, M.E.P.
- Arcivescovo Jean-Baptiste-Alexis Chambon, M.E.P.
- Cardinale Peter Tatsuo Doi

## Fonti
- (EN) David Cheney, Peter Tatsuo Doi, su Catholic-Hierarchy.org.